# Ohozia al Israelului
Acest articol nu este despre regele Ohozia al Iudeii.
Ohozia (în ebraică אֲחַזְיָה, 'Ăḥazyāh, „Yah a înțeles”; în greacă Ὀχοζίας, Ochozias în Septuaginta și în traducerea Douai-Rheims) a fost al optulea rege al Regatului nordic al Israelului și fiul regelui Ahab și al reginei Izabela. A domnit, la fel ca tatăl său, din Samaria. William F. Albright a datat domnia sa în perioada 850-849 î.Hr., în timp ce E.R. Thiele a datat-o în perioada 853-852 î.Hr.
Autorul Cărților Regilor l-a criticat pentru că a urmat căile tatălui său, Ahab, și ale mamei sale, Izabela, că s-a închinat zeului Baal și că a dus neamul lui Israel în păcat, mergând „pe căile lui Ieroboam, fiul lui Nabat”. Comentatorul biblic Albert Barnes menționează că textul „pe căile mamei sale” nu apare nicăieri în Biblia ebraică și demonstrează sentimentul puternic al autorului Cărților Regilor cu privire la influența lui Izabela.

## Domnie
În timpul domniei sale, moabiții s-au răzvrătit împotriva autorității sale. Acest eveniment este înregistrat într-o inscripție extinsă scrisă în limba moabită pe stela lui Meșa.

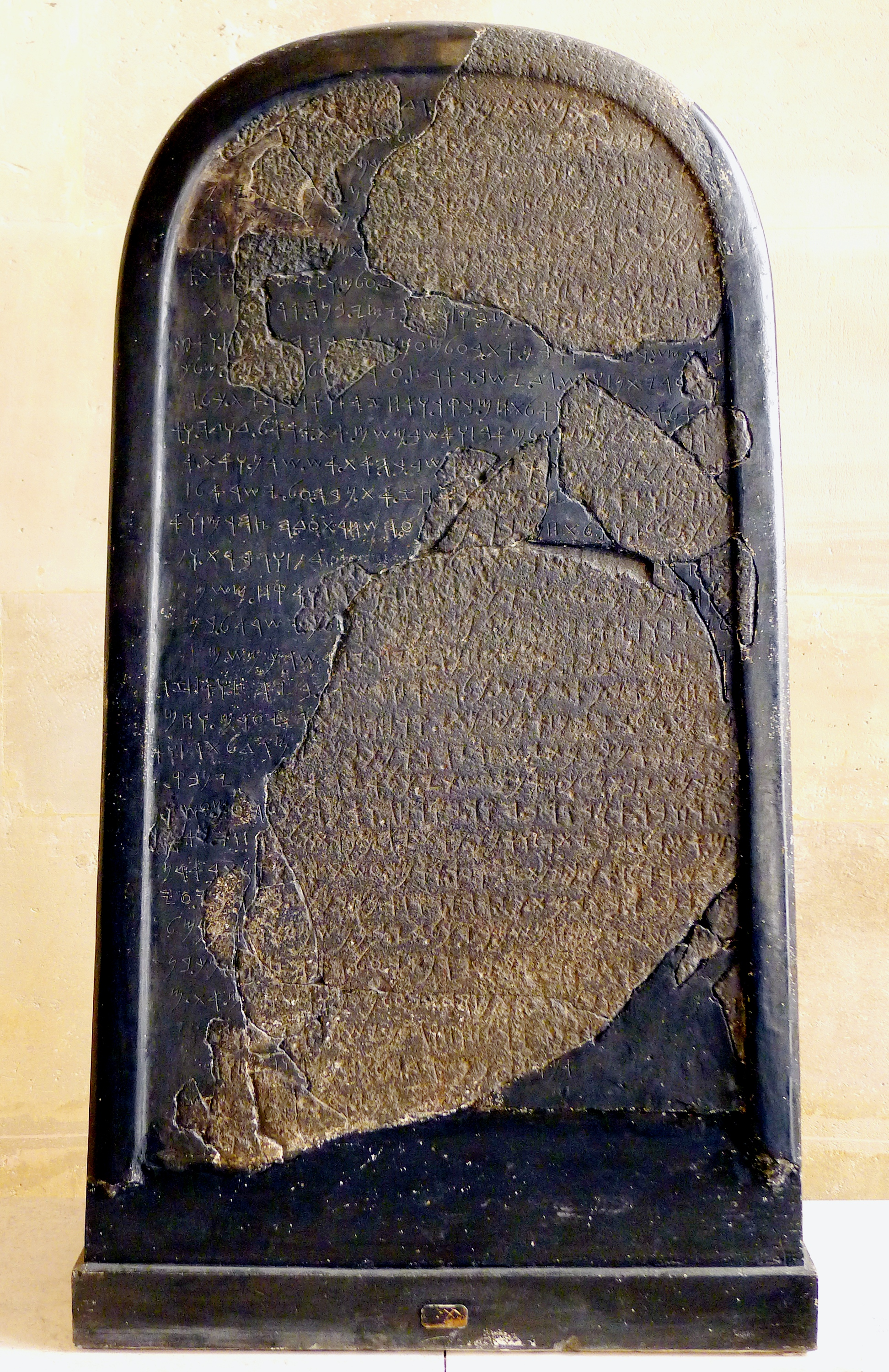
Stela lui Meșa

Ohozia a încheiat un parteneriat de afaceri cu Iosafat, regele Iudeii, pentru a construi o flotă de nave comerciale. Deoarece Ohozia repeta fărădelegile tatălui său și se închina zeului Baal, această alianță nu a fost de bun augur, potrivit cronicilor biblice, iar corăbiile au fost distruse și nu au pornit niciodată pe mare.
Mesagerii săi, trimiși la sanctuarul zeului Baal-Zebub din Ekron să afle o profeție cu privire la însănătoșirea regelui de  pe urma căderii din foișorul de pe acoperișul palatului său, au fost întâmpinați pe drum de Ilie, care i-a trimis înapoi să-i spună lui Ohozia că, pentru nelegiuirile sale și pentru închinarea înaintea unui zeu care nu era Dumnezeul lui Israel, el nu se va ridica niciodată din patul său (Cartea a treia a Regilor 22:51; Cartea a patra a Regilor 1:18). Potrivit Cărții a Patra a Regilor, Ohozia nu și-a mai revenit de pe urma rănilor și a murit.
Neavând fii, Ohozia a fost succedat ca rege al Israelului de Ioram, fratele său mai mic.

## Strămoși
Aceștia sunt strămoșii lui Ohozia potrivit Bibliei.
|  |                         |  |  |  |  |  |  |  |  |  |  |  |  |  |  |  |
|  | Omri al Israelului      |  |  |  |  |  |  |  |  |  |  |  |  |  |  |  |
|  |                         |  |  |  |  |  |  |  |  |  |  |  |  |  |  |  |
|  |                         |  |  |  |  |  |  |  |  |  |  |  |  |  |  |  |
|  | Ahab al Israelului      |  |  |  |  |  |  |  |  |  |  |  |  |  |  |  |
|  |                         |  |  |  |  |  |  |  |  |  |  |  |  |  |  |  |
|  |                         |  |  |  |  |  |  |  |  |  |  |  |  |  |  |  |
|  | Ohozia al Israelului    |  |  |  |  |  |  |  |  |  |  |  |  |  |  |  |
|  |                         |  |  |  |  |  |  |  |  |  |  |  |  |  |  |  |
|  |                         |  |  |  |  |  |  |  |  |  |  |  |  |  |  |  |
|  | Ithobaal I al Sidonului |  |  |  |  |  |  |  |  |  |  |  |  |  |  |  |
|  |                         |  |  |  |  |  |  |  |  |  |  |  |  |  |  |  |
|  |                         |  |  |  |  |  |  |  |  |  |  |  |  |  |  |  |
|  | Izabela a Tyrului       |  |  |  |  |  |  |  |  |  |  |  |  |  |  |  |
|  |                         |  |  |  |  |  |  |  |  |  |  |  |  |  |  |  |
|  |                         |  |  |  |  |  |  |  |  |  |  |  |  |  |  |  |